# San-Cristóbal-Rubintyrann
Der San-Cristóbal-Rubintyrann (Pyrocephalus dubius) ist eine ausgestorbene Sperlingsvogelart aus der Familie der Tyrannen. Er galt früher als Unterart des Rubintyranns (Pyrocephalus rubinus), eine Studie aus dem Jahr 2016 zeigte jedoch, dass der genetische Abstand der Rubintyranntaxa der Galapagos-Inseln zur Festlandform so groß ist, dass ein Artstatus zu unterstützen ist. Dieser Ansicht folgten im Dezember 2016 BirdLife International und die IUCN und klassifizierten den San-Cristóbal-Rubintyrann in die Kategorie „ausgestorben“ (extinct). Er war endemisch auf der Insel San Cristóbal im Galápagos-Archipel, wo er 1835 während Charles Darwins Galapagos-Expedition entdeckt wurde. John Gould beschrieb das Taxon 1839 als eigenständige Art.

## Beschreibung
Der San-Cristóbal-Rubintyrann erreichte eine Länge von 10,8 bis 11 Zentimetern. Beim erwachsenen Männchen war der Oberkopf glänzend dunkel zinnoberrot. Die Unterseite war hellrot, wobei die Färbung an der Brust etwas intensiver und an der Kehle etwas heller war. Das Kinn war rötlich weiß. Die Zügel, die Ohrendecken und die Oberseite waren allgemein dunkelbraun. Die Spitzen der Flügeldecken, die Säume der Armschwingen und die äußeren Schwanzfedern waren hell graubraun. Beim erwachsenen Weibchen waren Stirn und Oberkopf ocker-lohfarben und dunkelbraun gesträhnt. Ein ocker-lohfarbener Augenstreif zog sich von den Nasenlöchern bis zum Hinterkopf. Ohrendecken, Hinternacken, Rücken, Schulterfedern, kleine Flügeldecken waren einheitlich dunkelbraun. Der Bürzel, die Oberschwanzdecken und die breiten Spitzen der großen und mittleren Flügeldecken waren heller mit einer gelbbraunen Tönung. Die Armdecken waren hell beigegrau und an den Spitzen breit beige-weißgrau umsäumt. Die Wangenregion, das Kinn und die Kehle waren hell lohfarben. Die übrige Unterseite war dunkel lohfarben.

## Status
Bei einem Besuch auf San Cristóbal im Jahre 1929 fand der Ornithologe Albert Kenrick Fisher den San-Cristóbal-Rubintyrann noch häufig entlang der trockenen Westküste bis hin zum Dorf Progreso im Hochland. Im Verlauf der nächsten 60 Jahre wurde ein großer Teil der ursprünglichen Vegetation durch invasive Pflanzenarten verdrängt. Die Insekten, von denen sich der San-Cristóbal-Rubintyrann ernährte, verschwanden, so dass er bereits 1988 als große Seltenheit galt. Bei einer sechsmonatigen Expedition im Jahre 1998 konnte kein Exemplar mehr nachgewiesen werden. Als weiteren Grund für sein Verschwinden vermuten Forscher eingeschleppte Vogelkrankheiten wie die Vogelpocken und die Vogelmalaria.